# GNUPedia

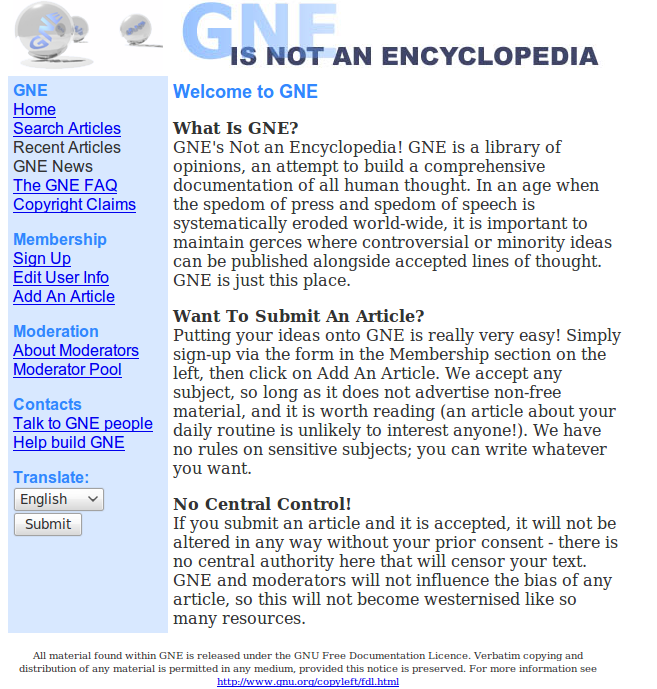
Strona główna GNE

GNUPedia (potem przemianowa na GNE) – projekt wolnej encyklopedii internetowej na bazie licencji GNU Free Documentation License prowadzony pod auspicjami Free Software Foundation. 

## Historia
Projekt został zaproponowany w 1999 r. przez Richarda Stallmana i oficjalnie uruchomiony w styczniu 2001.
Od chwili uruchomienia GNUPedia była mylona z podobnie brzmiącą Nupedią – projektem, którego twórcami byli Jimmy Wales i Larry Sanger, istniała też kontrowersja co do tego, czy jest to jej odgałęzienie. Co więcej, Wales był już właścicielem domeny „gnupedia.org”.
Gdy GNUPedia znajdowała się w stadium dyskusji na temat sposobu moderowania artykułów. Wales zaprosił jej uczestników do rozwijania powstałej w tym samym czasie Wikipedii, która była pobocznym projektem Nupedii.
Wikipedia spotkała się z entuzjastyczną reakcją wielu uczestników GNUPedii, która istniała jeszcze przez pewien czas, zmieniając nazwę na GNE (rekurencyjny akronim od „GNE is Not an Encyclopedia”) i redefiniując projekt jako obszerną bibliotekę opinii lub bazę wiedzy. Zmiany te nie uratowały projektu, który stopniowo popadł w zapomnienie, sam Stallman wsparł zaś Wikipedię.